# Chef de l'opposition
Dans les pays utilisant le système de Westminster, le chef de l'opposition (en anglais : Leader of the Opposition) est le leader du principal parti d'opposition au sein du parlement. Le titre officiel dans les royaumes du Commonwealth est généralement « chef de la loyale opposition de Sa Majesté » (Leader of Her Majesty's Loyal Opposition). Dans les pays où l'opposition est formée de plusieurs partis, on parle également de « chef de l'opposition officielle » (Leader of the Official Opposition) pour le différencier des leaders des autres partis d'opposition.

## Description
Dans les parlements bicaméraux, il y a un chef de l'opposition dans chacune des chambres.
Le chef de l'opposition dans la chambre basse dirige le cabinet fantôme et pose les principales questions lors des questions au Premier ministre. Le  chef de l'opposition est généralement aussi le chef de son parti politique et la personne qui deviendra chef du gouvernement en cas de victoire aux prochaines élections.
Dans certains pays, le chef de l'opposition reçoit une indemnité spécifique et dispose d'un logement de fonction.

## Liste
- Chef de l'opposition parlementaire (Afrique du Sud)
- Chef de l'opposition (Australie)
  - Chef de l'opposition (Australie-Occidentale)
  - Chef de l'opposition (Territoire du Nord)
- Chef de l'opposition (Bangladesh)
- Chef de l'opposition (Barbade)
- Chef de l'opposition (Belize)
- Chef de l'opposition (Bermudes)
- Chef de l'opposition officielle (Canada)
  - Chef de l'opposition au Sénat (Canada)
  - Chef de l'opposition officielle (Alberta)
  - Chef de l'opposition officielle (Nouvelle-Écosse)
  - Chef de l'opposition officielle (Nouveau-Brunswick)
  - Chef de l'opposition officielle (Ontario)
  - Chef de l'opposition officielle (Québec)
  - Chef de l'opposition officielle (Yukon)
- Chef de l'opposition (Dominique)
- Chef de l'opposition (Espagne)
- Chef de l'opposition (Fidji)
- Chef de l'opposition (Grenade)
- Chef de l'opposition (Irlande)
- Chef de l'opposition (Jamaïque)
- Chef de l'opposition (Papouasie-Nouvelle-Guinée)
- Chef de l'opposition (Portugal)
- Chef de l'opposition officielle (Royaume-Uni)
- Chef de l'opposition (Îles Salomon)
- Chef de l'opposition (Sri Lanka)
- Chef de l'opposition (Thaïlande)
- Chef de l'opposition (Trinité-et-Tobago)

- Liste des chefs de l'opposition dans les royaumes du Commonwealth

La Généralité de Catalogne s'est inspirée du modèle de Westminster et dispose également d'un chef de l'opposition. L'équivalent aux États-Unis est le chef de la minorité (Minority Leader).